# کنوانسیون دوم ژنو

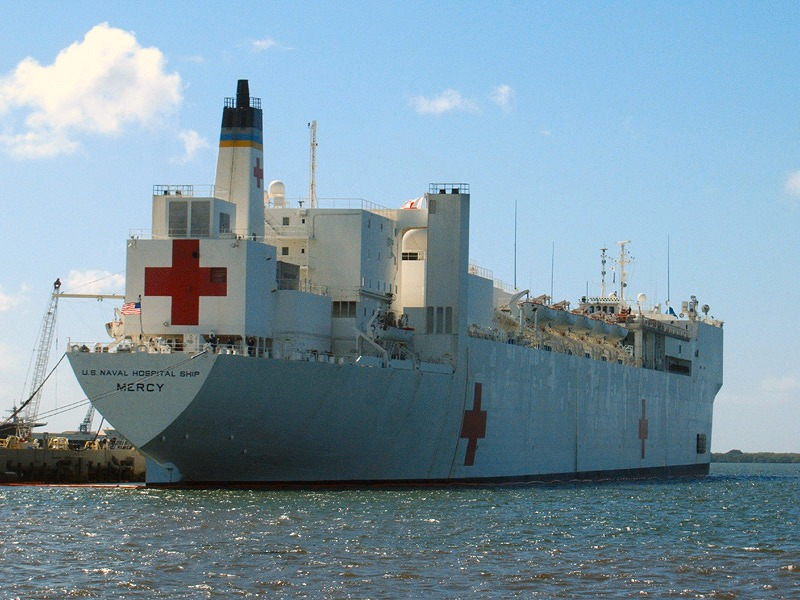
یک کشتی بیمارستانی نیروی دریایی ایالات متحده

کنوانسیون دوم ژنو برای بهبود وضعیت افراد نیروهای مسلح که بر روی دریا مجروح یا بیمار شده یا کشتی شان خراب شده‌است می‌باشد و یکی از چهار معاهده کنوانسیون ژنو است. این کنوانسیون اولین بار در سال ۱۹۴۹ به تصویب رسید و در واقع جایگزین کنوانسیون لاهه (X) مربوط به سال ۱۹۰۷ شد.
این کنوانسیون کارکرد حفاظتی اصلی کنوانسیون اول ژنو را به نبرد در دریا تطبیق می‌دهد.

## خلاصه مقررات
| کشورهای دارای کنوانسیون‌های ۱تا۴ و پروتکل ۱ تا۳  | گشورهای دارای کنوانسیون‌های ۱ تا ۴ و پدوتکل ۱ و۲ |
| کشورهای دارای کنوانسیون‌های ۱تا ۴ و پروتکل ۱ و ۳ | گشورهای دارای کنوانسیون‌های ۱ تا ۵               |
| کشورهای دارای کنوانسیون‌های ۱تا ۴ و پروتکل ۳     | کشورهای دارای کنوانسیون‌های ۱ تا ۵               |

این معاهده یک سند طولانی است که شامل ۶۳ ماده است. اساسی‌ترین مفاد این معاهده عبارتند از:
- ماده‌های ۱۲ و ۱۸ همه طرف‌ها را موظف می‌دارد که از مجروحین، بیماران و کشتی شکستگان مراقبت و حفاظت نمایند.
- ماده ۱۴ روشن می‌سازد که گرچه یک کشتی جنگی نمی‌تواند پرسنل پزشکی یک کشتی بیمارستانی را اسیر کند، اما می‌تواند نفرات مجروح، بیمار و کشتی شکستگان را به عنوان اسیر جنگی نگه دارد.
- ماده ۲۱ درخواست به کشتی‌های بیطرف جهت کمک به جمع‌آوری و رسیدگی به مجروحین و کشتی شکستگان را مجاز می‌داند. گشتی بیطرف را نمی‌توان اسیر ساخت.
- ماده‌های ۲۶ و ۲۷ پرسنل مذهبی و پزشکی که در کشتی جنگی خدمت می‌کنند را محافظت می‌کند.
- ماده ۲۲ می‌گوید که کشتی‌های بیمارستانی را برای هیچگونه مقاصد نظامی نمی‌توان استفاده کرد، و بنا بر مأموریت انسانی‌شان نمی‌توان به آنها حمله کرد یا آنها را تسخیر نمود.

برای جزئیات هر ماده یا معاهده به متن اصلی و تفسیر ان مراجعه کنید. در حال حاضر ۱۹۶ کشور کنوانسیون‌های ژنو شامل این معاهده و همچنین سه معاهده دیگر ۱۹۴۹ را پذیرفته‌اند.